# Виноградный сельский округ
Виноградный сельский округ — административно-территориальная единица в составе Анапского района Краснодарского края. В рамках муниципального устройства относится к муниципальному образованию город-курорт Анапа.
Административный центр — посёлок Виноградный.

## Население
| 2002 | 2010  | 2017  |
| ---- | ----- | ----- |
| 5371 | ↗6151 | ↗6536 |

## Населённые пункты
В состав сельского округа входят 3 населённых пункта
| № | Населённый пункт   | Тип населённого пункта | Население |
| - | ------------------ | ---------------------- | --------- |
| 1 | Виноградный        | посёлок                | ↗4040     |
| 2 | Суворов-Черкесский | посёлок                | ↗878      |
| 3 | Уташ               | посёлок                | ↗1919     |